# 訃報 1978年12月
訃報 1978年12月（ふほう 1978ねん12がつ）では、1978年（昭和53年）12月中に物故した、又は物故が報じられた人物についてまとめる。

## （1日 - 15日）

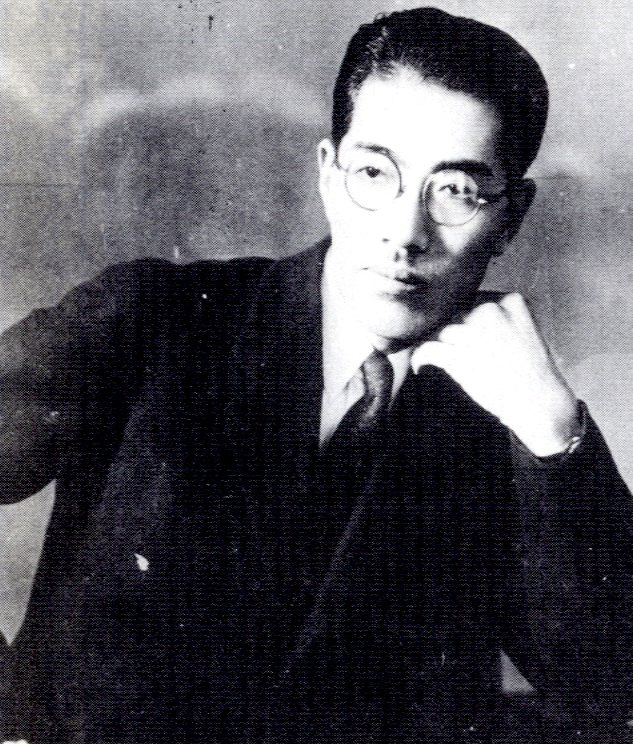
江口夜詩／12月8日没

エド・ウッド／12月10日没

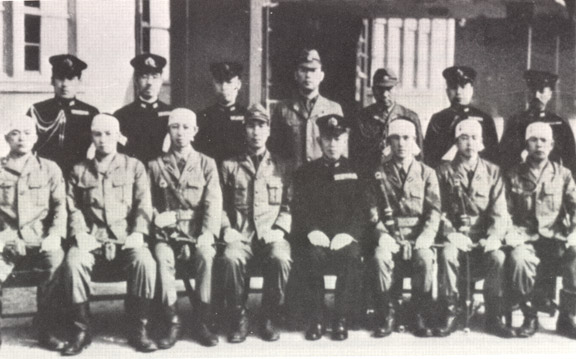
長井満（後列中央）／12月13日没

- 12月1日 - 楢崎勤、編集者・小説家（* 1901年）
- 12月1日 - 田中忠夫、教育者（* 1898年）
- 12月1日 - 岩松三郎、最高裁判所判事・弁護士（* 1893年）
- 12月2日 - 坂本昭、医師・政治家（* 1913年）
- 12月7日 - 観世寿夫、観世流の能楽シテ方（* 1925年）
- 12月8日 - 小川栄一、実業家・藤田観光初代社長（* 1900年）
- 12月8日 - 佐藤武、映画監督（* 1903年）
- 12月8日 - 江口夜詩、作曲家（* 1903年）
- 12月9日 - 岩橋小弥太、歴史学者・文学博士（* 1885年）
- 12月10日 - エド・ウッド、映画監督（* 1924年）
- 12月12日 - 鹿間時夫、古生物学者（* 1912年）
- 12月12日 - 間章、音楽評論家（* 1946年）
- 12月13日 - 長井満、元海軍少将、回天特別攻撃隊司令官（* 1895年）

## （16日 - 31日）

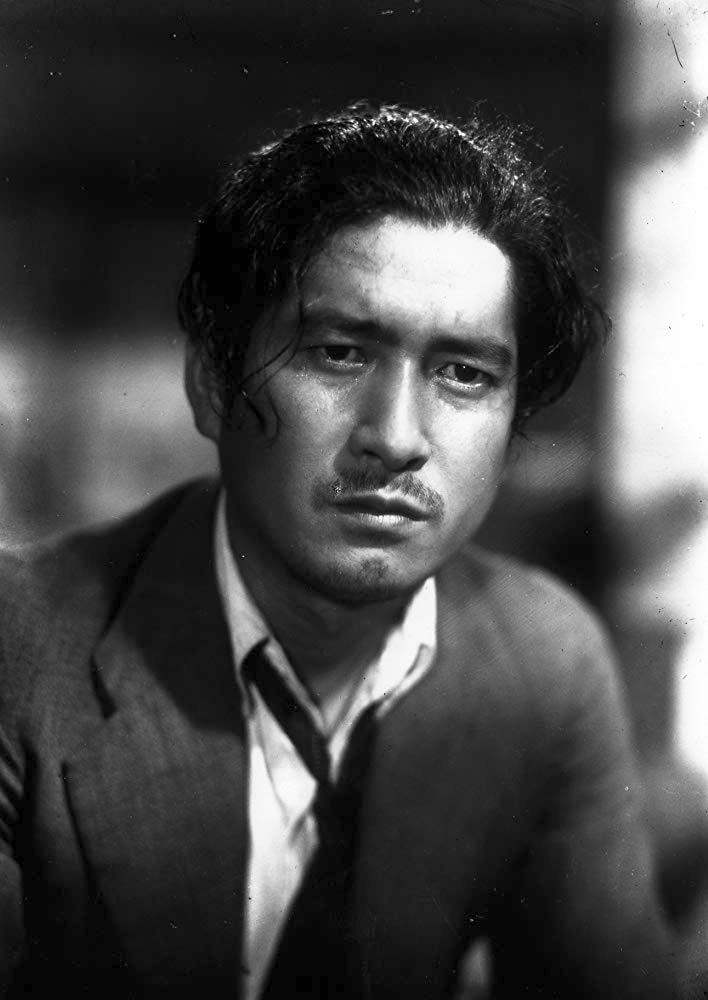
佐野周二／12月21日没

ロジェ・カイヨワ／12月21日没

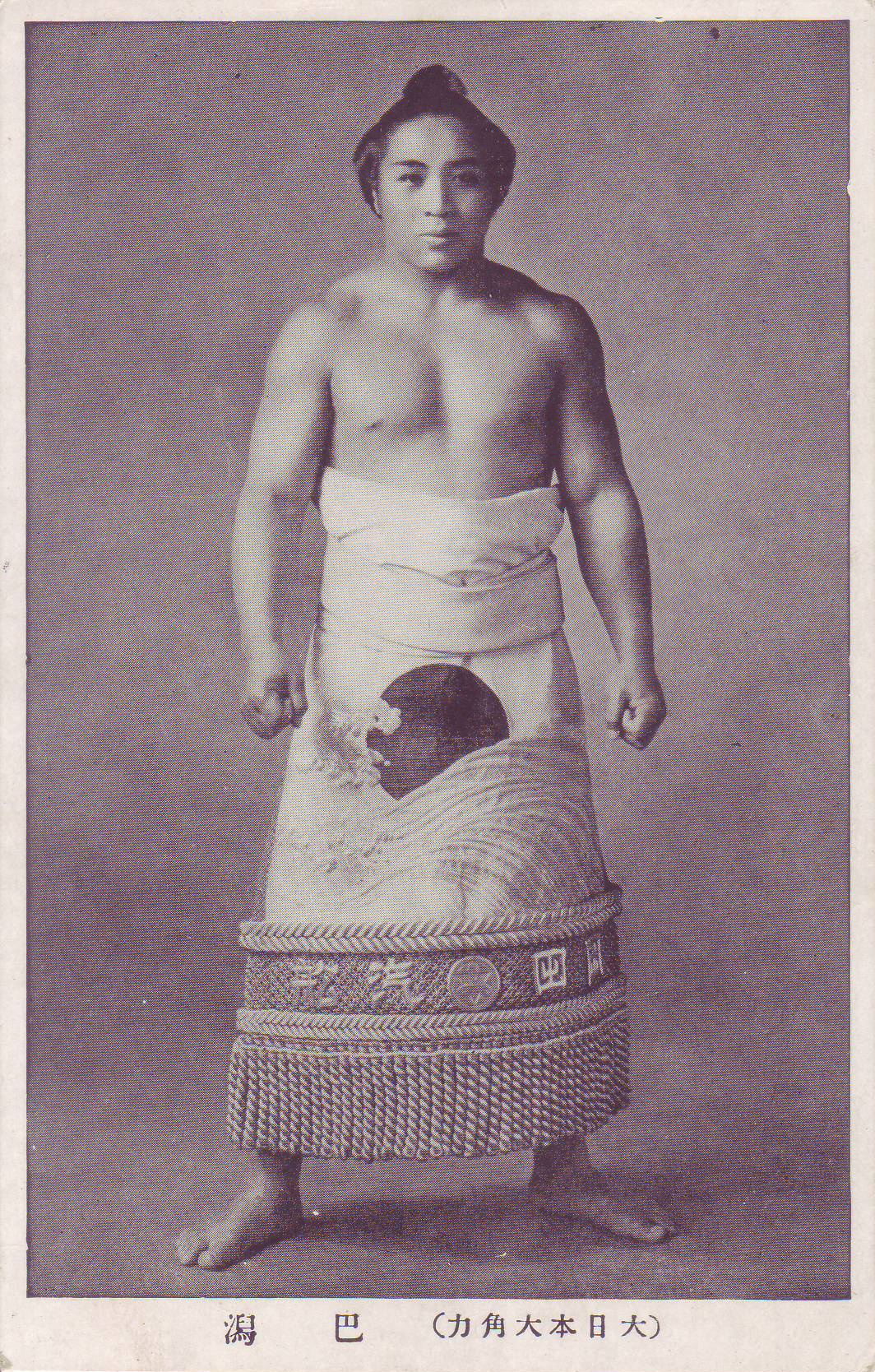
巴潟誠一／12月24日没

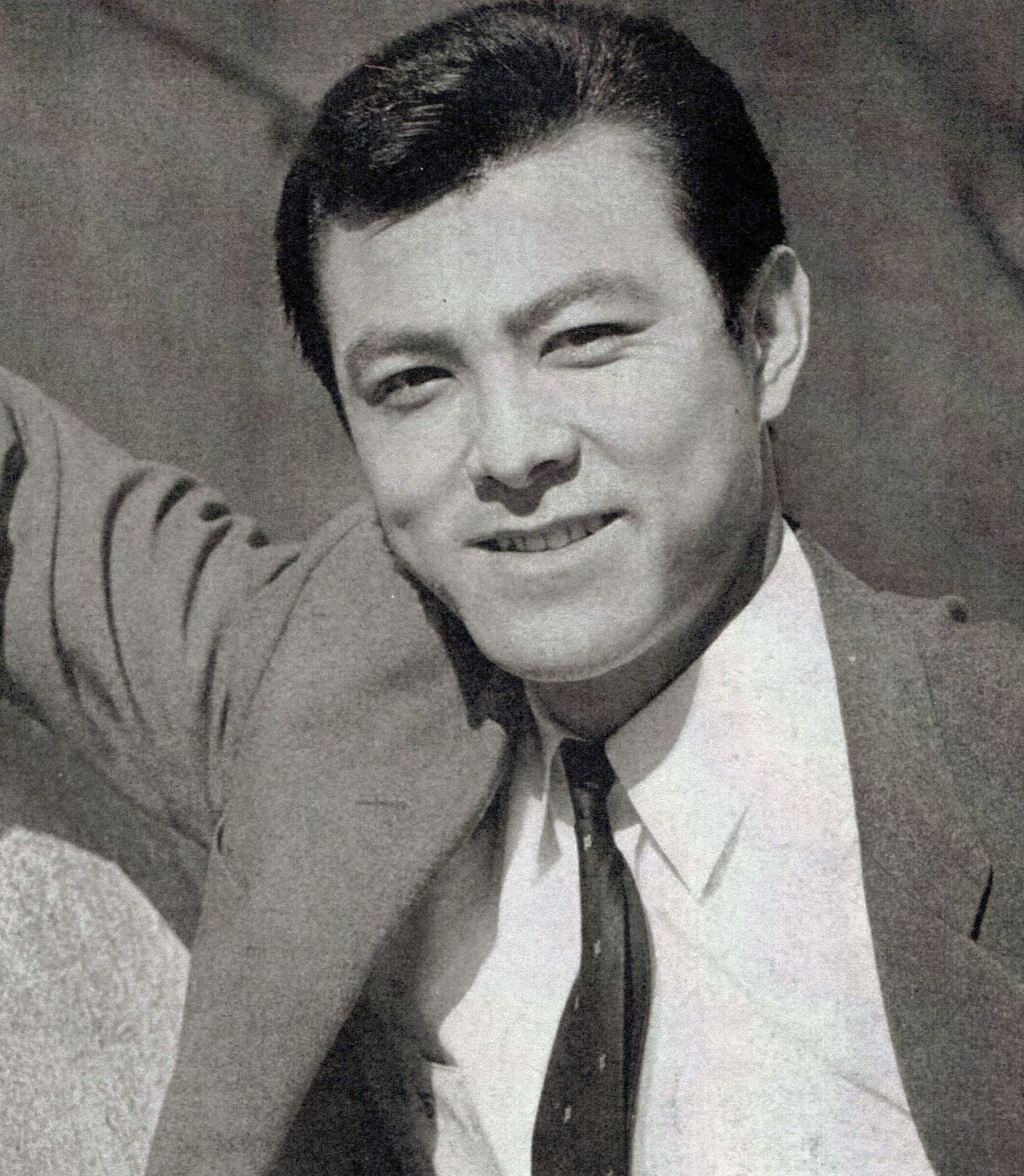
田宮二郎／12月28日没

- 12月19日 - 笹部新太郎、植物学者（* 1887年）
- 12月20日 - 浜村米蔵、歌舞伎・演劇評論家（* 1890年）
- 12月21日 - 佐野周二、俳優、関口宏の父（* 1912年）
- 12月21日 - ロジェ・カイヨワ、文芸批評家・社会学者（* 1913年）
- 12月23日 - 川勝政太郎、考古学者・美術史家・文学博士（* 1905年）
- 12月23日 - 奈街三郎、児童文学作家（* 1907年）
- 12月23日 - 玉井操、実業家・サッカー選手（* 1903年）
- 12月24日 - 巴潟誠一、元大相撲力士（* 1911年）
- 12月24日 - 三谷昭、俳人・編集者（* 1911年）
- 12月25日 - 山本晴介、武道家（* 1893年）
- 12月26日 - 秋永力、陸軍軍人（* 1894年）
- 12月28日 - 田宮二郎、俳優、柴田光太郎の父（* 1935年）
- 12月30日 - 青木香雪、仏師（* 1895年）
- 12月31日 - 村瀬新一郎、実業家（* 1892年）